# نوویی بوه

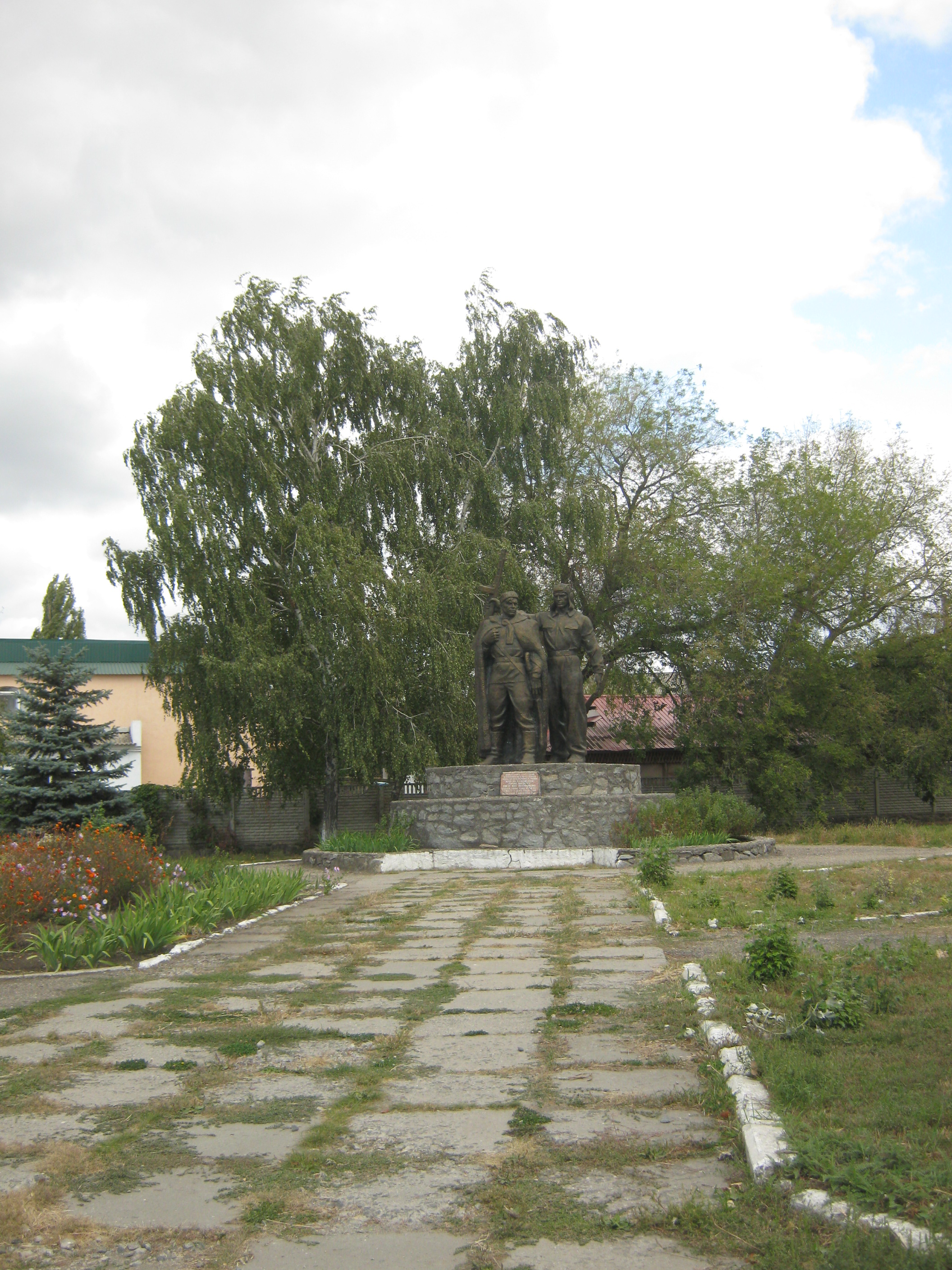
نمایی از قبر و بنای یادبود «قهرمانان ارتش اتحاد جماهیر شوروی»، ستوان M. I. Moskalenko. - قبر قهرمان اتحاد جماهیر شوروی، ملوان دریایی V. F. Tsibulka. - تابلوی یادبودی نیز به افتخار سربازان هموطن کشته‌شده در جنگ جهانی دوم، نصب گشته‌است. این مجموعه در منطقهٔ نووبوز، شهر نوویی بوه قرار دارد. - ۲۰۱۹

نوویی بوه (به روسی: Новий Буг) شهری در استان میکولائیف در کشور اوکراین واقع شده‌است. جمعیت این شهر ۱۶٬۲۵۰ نفر  است.